# Belmonte Castello
Belmonte Castello – miejscowość i gmina we Włoszech, w regionie Lacjum, w prowincji Frosinone.
Według danych na rok 2004 gminę zamieszkiwało 765 osób, 54,6 os./km².